# تشارلز أ. إينغيرسول
تشارلز أ. إينغيرسول هو محامي وقاضي وسياسي أمريكي، ولد في 19 أكتوبر 1798 في نيو هيفن في الولايات المتحدة، وتوفي في 12 يناير 1860.